# Топерчер, Петер
Петер Топерчер (словац. Peter Toperczer; 24 июля 1944, Кошице — 16 августа 2010, Прага) — чешский и словацкий пианист и музыкальный педагог.

## Биография
В 1958—1962 годах учился в консерватории своего родного города, затем продолжил обучение в Академии музыкальных искусств, включая аспирантуру; среди учителей Топерчера были, в частности, Франтишек Максиан и Йозеф Паленичек.
С 1972 года жил и работал в Братиславе, был солистом (вплоть до 1989 года) Словацкого филармонического оркестра, некоторое время преподавал в Высшей школе исполнительского искусства. Осуществил ряд записей, в том числе Первого концерта Иоганнеса Брамса (с дирижёром Быстриком Режухой) и Первого концерта П. И. Чайковского (с дирижёром Ладиславом Словаком). Выступал также в составе фортепианного дуэта с Марианом Лапшанским.
С 1986 года — в Праге, преподавал в Академии музыкальных искусств, с 1995 года — профессор, а в 1999—2005 годах — ректор Академии. На протяжении ряда лет возглавлял жюри конкурса юных исполнителей Концертино Прага.